# Wally Hunt
Samuel Walter Hunt, plus connu sous le nom de Wally Hunt (né le 9 janvier 1909 à Doe Lea (en) dans le Derbyshire, et mort en 1963), est un footballeur anglais qui évoluait au poste d'attaquant.

## Palmarès
Carlisle United
- Championnat d'Angleterre D3 :
  - Meilleur buteur : 1938-39 (32 buts).